# Kościół św. Trójcy w Aleppo
Kościół św. Trójcy w Aleppo – kościół parafialny ormiańskokatolickiej parafii św. Trójcy w Aleppo. Położony jest w północnej części miasta, w dzielnicy Al-Majdan.

## Historia
Kościół został wzniesiony w połowie XX wieku. Konsekrowano go 13 czerwca 1965 r., w 50. rocznicę ludobójstwa Ormian.

## Architektura
Świątynia jest budowlą murowaną w kształcie rotundy, wzniesioną w tradycyjnym stylu ormiańskim, zwieńczoną kopułą. Zaprojektował go architekt Pascal Baboudjan.